# Pierre Guilloux
Pour les articles homonymes, voir Guilloux.
Pierre Guilloux, né le 19 octobre 1901 à Paris 18e et mort le 7 septembre 1937, à Marseille, est un sportif français ayant pratiqué à haut niveau l'athlétisme et le basket-ball.
En athlétisme, Pierre Guilloux remporte le titre de champion de France du saut en hauteur en 1921 avec un saut à 1,80 m. Il participe aussi aux Jeux olympiques d'été de 1920 à Anvers et de 1924 à Paris, terminant septième de la finale en 1924.
Pierre Guilloux est aussi l'un des pionniers du basket-ball français. Avec le Stade français, il remporte le titre de champion de France en 1921 et 1927. 
Il est capitaine de l'équipe de France de basket-ball, lors de sa seule sélection contre l'Italie le 18 avril 1927,. 
Il devient par la suite président des sections athlétisme et basket-ball du Stade français.
Pierre Guilloux est diplômé de l'École polytechnique en 1922, et a été professeur de fortifications à l'École du Génie de Versailles.
Il meurt à l'âge de 36 ans des suites d'une opération chirurgicale.